# HD 153956
HD 153956，又名BD+56 1934，SAO 30190、HR 6330，是一颗恒星，视星等为6.03，位于銀經85.18，銀緯37.64，其B1900.0坐标为赤經16h 57m 31.3s，赤緯+56° 37.64′ 7″。